# Farthinghoe
Farthinghoe – wieś w Anglii, w hrabstwie Northamptonshire, w dystrykcie (unitary authority) West Northamptonshire. Leży 31 km na południowy zachód od miasta Northampton i 97 km na północny zachód od Londynu. Miejscowość liczy 418 mieszkańców.